# میو (صدای گربه)

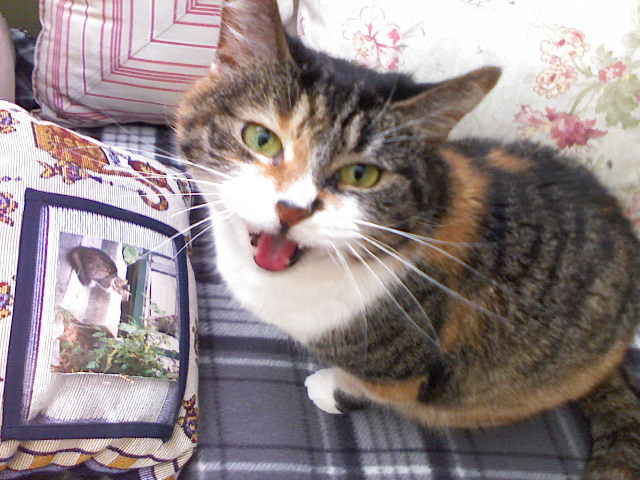
یک گربه در حال میو کردن

میو صدای گربه است که ممکن است تُن‌های متنوعی داشته باشد و گاهی به‌صورت پچ‌پچ یا زمزمه باشد. گربه‌های بزرگسال به ندرت به یکدیگر میو می‌کنند، بنابراین گربه بالغی که به انسان میو می‌کند، احتمالاً قبلاً اهلی شده‌است؛ میو همچنین صدایی برای ‌جلب‌توجه است.
میو می‌تواند قاطعانه، صریح، دوستانه، جسورانه، برای خوش‌آمدگویی، جلب توجه، مطالبه‌گری یا شکایت باشد. حتی می‌تواند ساکت باشد، جایی که گربه دهان خود را باز می‌کند اما صدا نمی‌دهد. همان‌طور که انسان‌ها در صورت احساس خوشبختی ممکن است به‌طور کامل صحبت کنند، گربه‌ها نیز می‌توانند. طبق گفته پورینگتون پست، یک گربه پچ‌پچ‌کن نیز احتمالاً خوشحال است.
میو اغلب توسط بچه‌گربه‌های خانگی تولید می‌شود. ظاهراً برای جلب توجه مادر بچه‌گربه استفاده می‌شود، و گربه‌های بزرگسال نیز ممکن است از آن استفاده کنند. تقریباً در سه تا چهار‌هفتگی بچه‌گربه‌ها در صورت حضور حداقل یک کودک شیرخوار، میو نمی‌کنند و در چهار تا پنج ماهگی بچه گربه‌ها به‌طور کامل میو را متوقف می‌کنند.
مصریان باستان این صدا را شفابخش می‌دانستند